# AO Xanthi
AO Xanthi ist ein Fußballclub aus Westthrakien in der nordgriechischen Stadt Xanthi, der zwischen 1991 und 2016 Skoda Xanthi FC genannt wurde.

## Geschichte

Altes Vereinswappen

1967 durch die Fusion der bis dahin rivalisierenden Vereine Aspida und Orfeas gegründet, schaffte AO Xanthi im Jahre 1989 den Aufstieg in die erste griechische Fußballliga. 1991 übernahm VIAMAR S.A., der offizielle Importeur von Škoda-Fahrzeugen, die Aktienmehrheit des Clubs. Seitdem trug der Verein den Namen Skoda Xanthi. 2002 gelang schließlich die Teilnahme am UEFA-Pokal, in dem man allerdings bereits in der 1. Runde an Lazio Rom scheiterte. Auch in den Spielzeiten 2005/06, 2006/07 und 2013/14 nahm der Verein an europäischen Wettbewerben teil. Bislang beste Platzierung in der griechischen Eliteklasse war Rang 4 in der Saison 2004/05. Hannes Bongartz war von 2007 bis 2008 Sportdirektor bei Skoda Xanthi.

## Erfolge
- Griechischer Pokalfinalist: 2015

## Ehemalige Spieler
| - Olubayo Adefemi - Antonis Antoniadis - Paraskevas Antzas - Steve Gohouri - Vladimír Janočko - Orhan Kaynak - Nikos Kostenoglou - Christos Maladenis - Emerson Moisés Costa - Christian Obodo - Emmanuel Olisadebe | - Abderrahim Ouakili - Marinos Ouzounidis - Christos Patsatzoglou - Ilias Talikriadis - Dragan Terzić - Vassilios Torosidis - Stylianos Venetidis - Panagiotis Vlachodimos - Zisis Vryzas - Akis Zikos |

## Bekannte Trainer
- Howard Kendall (1994)
- Kurt Jara (1996–1997)
- Wolfgang Wolf (2009)
- Reiner Maurer (2013–2014)
- Răzvan Lucescu (2014–2017)